# Брауншвейг-Головний
52°15′08″ пн. ш. 10°32′23″ сх. д. / 52.2522° пн. ш. 10.5397° сх. д.
Брауншвейг-Головний (нім. Braunschweig Hauptbahnhof) — залізнична станція в німецькому місті Брауншвейг. 
Розташована приблизно за 1,5 км SE від центру міста, відкрита 1 жовтня 1960 року, замінивши стару пасажирську станцію. 
На станції обслуговуються потяги: Deutsche Bahn, Erixx, Metronom і WestfalenBahn.

## Історія
Після трьох років будівництва та десяти років планування 1 жовтня 1960 року було відкрито новий головний залізничний вокзал Брауншвейга, включаючи офісну будівлю висотою 29 м і шириною 98 м, спроектував Ервін Дюркоп, архітектор зі штаб-квартири Deutsche Bundesbahn. 
Він був створений за зразком римського вокзалу Терміні.
Станція працює в мережі Intercity з 1979 року та підключена до мережі Intercity-Express з 1993 року. 
У травні 1993 року регіональний експрес вперше відправився з Брауншвейга до Магдебурга.
З 1993 року будівля вокзалу внесена до списку пам’яток 
.
25 і 26 жовтня 2003 року була введена в експлуатацію нова електронна централізація.
У рамках перенесення вокзалу головний поштамт було перенесено з центру міста на Берлінер-плац.
15 червня 1970 року було завершено будівництво пішохідної естакади між Головним залізничним вокзалом і готелем «Атріум» над Берлінською площею разом із таверною. Шляхопровід знесли у 1999 році.
У наступні роки район вокзалу був відремонтований. 
Першу секцію було завершено у 1992 році, а другу – у червні 2006 року.
У 1999-2000 роках, в рамках підготовки до Expo 2000, перед вокзалом був побудований термінал місцевого транспорту. 
У травні 2000 року відбулося урочисте відкриття зупинки, яка захищена від негоди 100-метровим навісом. 

## Послуги

### Далекого прямування
| №      | Маршрут | Інтервал              |
| ------ | --- | --------------------- |
| ICE 11 | Берлін-Головний – Магдебург-Головний – Брауншвейг – Геттінген – Кассель-Вільгельмсгеє – Вюрцбург-Головний – Мюнхен-Головний                                                                                                | Один потяг що ввечері |
| ICE 12 | Берлін-Східний – Берлін-Головний – Брауншвейг – Геттінген – Фульда – Франкфурт-на-Майні – Мангайм – Карлсруе-Головний – Оффенбург – Фрайбург-Головний – Базель-Бадішер-Бангоф – Базель SBB (– Інтерлакен-Східний)          | Що 2 години           |
| ICE 13 | Берлін-Східний – Брауншвейг – Геттінген — Кассель-Вільгельмгеє – Фульда – Франкфурт-на-Майні-Південний – Аеропорт Франкфурт                                                                                                | Що 2 години           |
| IC 55  | Дрезден-Головний – Різа – Лейпциг-Головний – Галле (Зале)-Головний – Магдебург – Брауншвейг – Ганновер-Головний – Білефельд-Головний – Гамм – Дортмунд-Головний – Вупперталь-Головний – Золінген-Головний – Кельн-Головний | Що 2 години           |
| IC 56  | Лейпциг-Головний – Галле (Зале)-Головний – Магдебург – Брауншвейг – Ганновер-Головний – Бремен-Головний – Ольденбург-Головний – Лір – Емден-Головний                                                                       | Що 2 години           |

### Регіональний
- RE 50 Гільдесгайм - Брауншвейг - Вольфсбург
- RE 60 Райне - Оснабрюк - Мінден - Ганновер - Брауншвейг
- RE 70 Білефельд - Герфорд - Мінден - Ганновер - Брауншвейг
- RB 40 Брауншвейг - Гельмштедт - Магдебург - Бург
- RB 42 Бад-Гарцбург - Фіненбург - Вольфенбюттель - Брауншвейг
- RB 43 Гослар - Фіненбург - Вольфенбюттель - Брауншвейг
- RB 44 Зальцгіттер - Брауншвейг
- RB 45 Брауншвейг - Вольфенбюттель - Шоппенштедт
- RB 46 Герцберг - Остероде - Зезен - Зальцгіттер - Брауншвейг
- RB 47 Ільцен - Віттінген - Гіфхорн - Брауншвейг
- RB 48  Брауншвейг - Зальцгіттер-Тіде - Зальцгіттер-Лебенштедт